# Efésios 5
Efésios 5 é o quinto capítulo da Epístola aos Efésios, de autoria do Apóstolo Paulo, no Novo Testamento da Bíblia.

## Estrutura
A Tradução Brasileira da Bíblia organiza este capítulo da seguinte maneira:
- Efésios 5:1-21 - Admoestações (continuação de Efésios 4)
- Efésios 5:22-33 - Os deveres recíprocos de mulheres e maridos